# Mexploitation
Mexploitation — это субжанр для малобюджетных мексиканских фильмов, которые сочетали различные приёмы эксплуатационного кино с особенностями мексиканской культуры. В основном, термин применяется к жанровым фильмам, снятыми в период с 60-х до 90-х годов 20-го века в Мексике.
Большинство фильмов этого субжанра — криминальные триллеры, фильмы ужасов или фантастика в той или иной форме. Особенной популярностью пользовалась околофантастическая серия про рестлера Санту (в период 1958—82 было снято около четырёх десятков фильмов), в которой пафосный супергерой сражался с зомби, вампирами, инопланетянами и так далее. Многие из них сейчас стали культовыми вне Мексики, но по большей части доступны только на кассетах или в виде оцифровок с них, причём большинство фильмов никогда не дублировались на английский. Кое-что издавалось на Something Weird Video, включая подборки трейлеров «Mexican Monsters On The March».
После 90-х некоторые режиссёры этих фильмов (например, Рубен Галиндо) перестали снимать кино и переключились на продюсирование и съёмку сериалов.
В последнее время этот термин применяют к фильмам Роберта Родригеса с Дэнни Трехо, в частности, «Мачете».